# Serre Haut
Le serre Haut est un sommet du Massif central appartenant aux monts de la Margeride dans le département français du Cantal.

## Toponymie
Le mot « serre » peut avoir pour signification soit une ligne de crête, soit un sommet allongé.

## Géographie

### Situation
Le serre Haut est situé au sein de la commune de Clavières, sur une ligne de crêtes qui délimite les bassins hydrographiques de la Truyère et de l'Allier.
La montagne abrite des landes à callunes et à genêts.

### Pédologie
Le sol est constitué de rankers cryptopodzoliques à moder.

### Hydrographie
Les ruisseaux de la Roche et de Prat Benet y prennent leur source.

## Histoire
Avant les reboisements du XXe siècle, les crêtes de la Margeride, et notamment celles de la commune de Clavières, étaient principalement occupées par des troupeaux d'ovins, dont certains provenant de Lozère.
La coopérative d’estives du Mont-Mouchet, créée en 1974, loue 341 hectares de terres communales à Clavières, incluant notamment les secteurs des Travers des Clauzels, du serre Haut et des Pierres Blanches. Cette location permet la pratique de l'estive pour les bovins, du 15 mai au 15 octobre,.

## Activités

### Protection environnementale
Le sommet est répertorié dans la ZNIEFF de type I « Forêt de la Margeride », dans la ZNIEFF de type II « Margeride », ainsi que dans le site Natura 2000 « Sommets du nord Margeride ».

### Randonnée
Le serre Haut est traversé par le sentier de grande randonnée de pays de Saint-Flour.